# 2011 UY411
2011 UY411, também escrito como 2011 UY411, é um objeto transnetuniano que está localizado no Cinturão de Kuiper, uma região do Sistema Solar. Este objeto é classificado como um cubewano. Ele possui uma magnitude absoluta de 9,2 e tem um diâmetro estimado com cerca de 121 km.

## Descoberta
2011 UY411 foi descoberto no dia 26 de outubro pelo astrônomo M. Alexandersen.

## Órbita
A órbita de 2011 UY411 tem uma excentricidade de 0,135 e possui um semieixo maior de 39,263 UA. O seu periélio leva o mesmo a uma distância de 33,966 UA em relação ao Sol e seu afélio a 44,559 UA.